# Dimitra Arliss
Dimitra Arliss, a volte accreditata come Dimitra Arlys (Lorain, 23 ottobre 1932 – Woodland Hills, 26 gennaio 2012) è stata un'attrice statunitense.

## Biografia
La sua carriera di attrice iniziò al Goodman Theatre di Chicago. Attirò l'attenzione del pubblico e della critica, dopo essere apparsa nella piece teatrale Gli Indiani di Broadway (The Indians) di Arthur Kopit negli anni '60, nella quale interpretò un personaggio nativo americano con la caratteristica di parlare con un accento italiano.
Apparve in numerose produzioni teatrali, televisive e cinematografiche, tra cui La stangata (1973). Morì all'ospedale per attori cinematografici e televisivi di Woodland Hills, in California, all'età di 79 anni, a causa di complicazioni legate ad un ictus e venne sepolta al Forest Lawn Memorial Park a Los Angeles.

## Filmografia parziale

### Attrice

#### Cinema
- The Ski Bum, regia di Liz Stone (1971)
- La stangata (The Sting), regia di George Roy Hill (1973)
- L'altra faccia di mezzanotte (The Other Side of Midnight), regia di Charles Jarrott (1977)
- Una coppia perfetta (A Perfect Couple), regia di Robert Altman (1978)
- Xanadu, regia di Robert Greenwald (1980)
- Firefox - Volpe di fuoco (Firefox), regia di Clint Eastwood (1982)
- Eleni, regia di Peter Yates (1985)
- Un party per Nick (It's My Party), regia di Randal Kleiser (1996)
- La mossa del diavolo (Bless the Child), regia di Chuck Russell (2000)

#### Televisione
- Kojak - serie TV, episodio 2x11 (1974)
- Death Scream, regia di Richard T. Heffron - film TV (1975)
- Rich Man, Poor Man Book II - miniserie TV (1976)
- The Pirate - film TV (1978)
- The Fall of the House of Usher, regia di James L. Conway - film TV (1979)
- Bella Mafia, regia di David Greene - film TV (1997)

### Doppiatrice
- Spider-Man - L'Uomo Ragno (Spider-Man: The Animated Series), regia di Bob Richardson - serie TV (1995-1996)